# Jerzy Woźniak (kombatant)

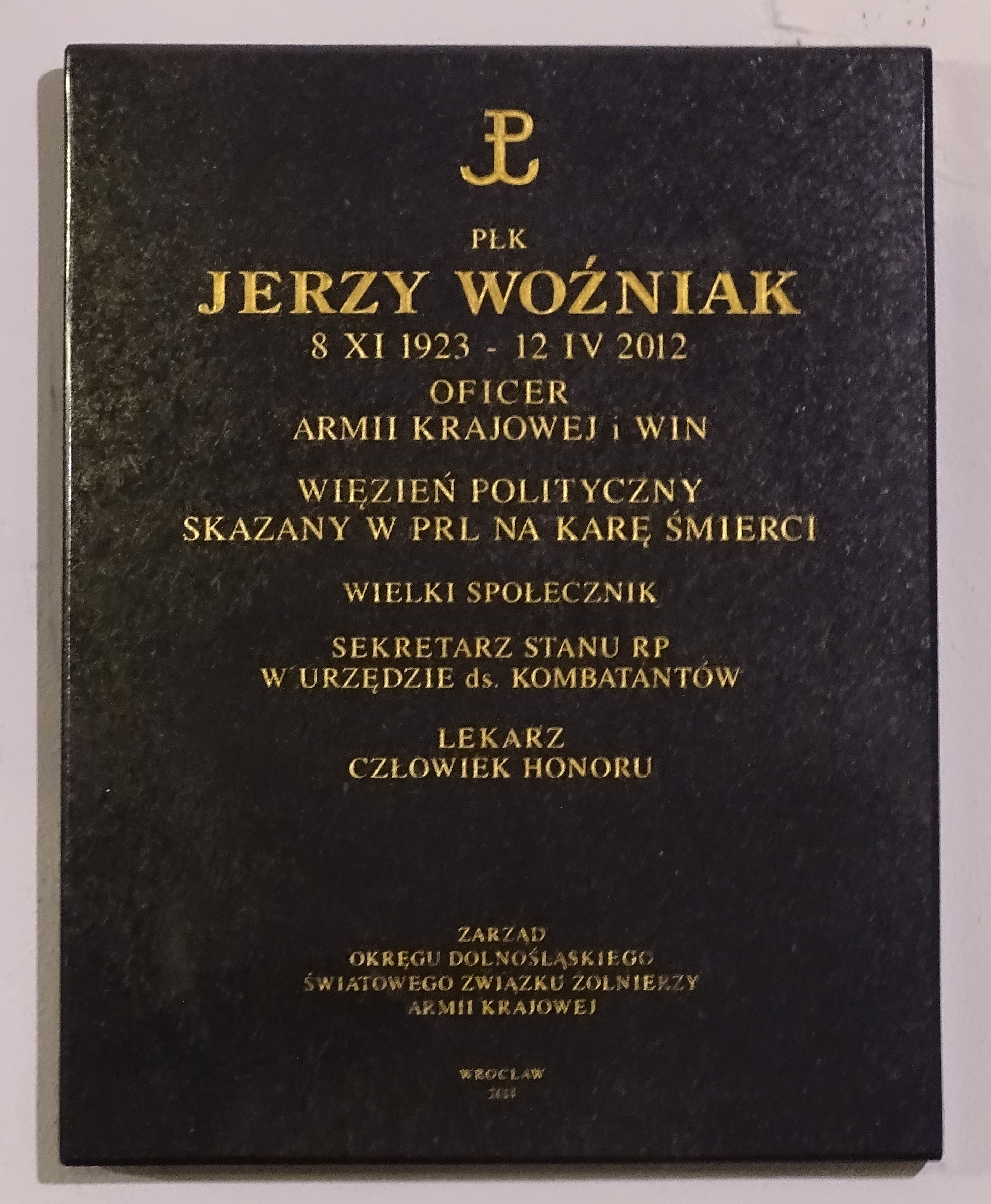
Tablica pamiątkowa płk. Woźniaka w kościele garnizonowym św. Elżbiety we Wrocławiu

Jerzy Stanisław Woźniak ps. „Nowak”, „Makara”, „Jacek”, „Żmija” (ur. 8 listopada 1923 w Krakowie, zm. 12 kwietnia 2012 we Wrocławiu) – polski żołnierz i lekarz, więzień polityczny PRL, zastępca kierownika, a w latach 2001–2002 kierownik Urzędu do Spraw Kombatantów i Osób Represjonowanych.

## Życiorys
Urodził się 8 listopada 1923 w Krakowie. Mieszkał w Błażowej niedaleko Rzeszowa, gdzie chodził do szkoły powszechnej, następnie uczęszczał do rzeszowskiego Gimnazjum im. Stanisława Konarskiego, w którym ukończył 4 klasy. Małą maturę zdał na tajnych kompletach w czasie II wojny światowej w 1943, a w rok później został absolwentem konspiracyjnej szkoły podchorążych. Do Armii Krajowej wstąpił już jako oficer i został żołnierzem placówki ZWZ AK „Buk” w Błażowej), był kolporterem prasy podziemnej. Był uczestnikiem akcji „Burza” (w miejscowościach Hyżne i Błażowa). Obsługiwał radiostację i był odpowiedzialny za kontakt z polskim dowództwem na terenie Włoch. Po wejściu oddziałów sowieckich na teren Podkarpacia ukrywał się, walczył w oddziale samoobrony Armii Krajowej, następnie zaś w organizacji NIE i Delegaturze Sił Zbrojnych Rzeszów-Południe. Był poszukiwany imiennie przez NKWD i UB.
W 1945 znalazł się w Europie Zachodniej, gdzie walczył w 2 Korpusie Polskim we Włoszech w stopniu podporucznika, był także członkiem Delegatury Zagranicznej Zrzeszenia „Wolność i Niezawisłość” pod kierownictwem płk. Józefa Maciołka (1946–1947) oraz emisariuszem delegatury WiN w Londynie na teren RP. W latach 1945–1946 kształcił się w dziedzinie medycyny na Uniwersytecie w Innsbrucku, następnie w Edynburgu. W 1947 został przerzucony do kraju, a następnie aresztowany przez Ministerstwo Bezpieczeństwa Publicznego, skazany na karę śmierci, którą zamieniono na dożywotnie więzienie. W 1956 wyszedł na wolność, podejmując przerwane studia medyczne. Pracował we Wrocławiu jako pulmonolog.
W 1989 był członkiem założycielem Zjednoczenia Chrześcijańsko-Narodowego, twórcą jego struktur na terenie Wrocławia; w 1991 kandydował w wyborach parlamentarnych do Senatu, ale nie uzyskał wystarczającej ilości głosów. Potem był wiceprzewodniczącym regionu dolnośląskiego AWS. Od 1997 do 2001 sprawował funkcję zastępcy kierownika Urzędu do Spraw Kombatantów i Osób Represjonowanych w rządzie Jerzego Buzka, zaś od 12 października 2001 do 21 listopada 2001 był jego kierownikiem (w randze wiceministra). Zasiadał w Radzie do Spraw Kombatantów i Osób Represjonowanych, wcześniej był jej przewodniczącym.
Był członkiem Światowego Związku Żołnierzy Armii Krajowej, a także Stowarzyszenia Społeczno-Kombatanckiego Zrzeszenia „Wolność i Niezawisłość” we Wrocławiu. Przewodniczył Dolnośląskiemu Związkowi Żołnierzy Armii Krajowej i był członkiem Kapituły Nagrody Kustosza Pamięci Narodowej.
Zmarł 12 kwietnia 2012 we Wrocławiu, pochowany na Cmentarzu Osobowickim.

## Odznaczenia i upamiętnienie
Odznaczony Krzyżem Walecznych (dwukrotnie), Srebrnym Krzyżem Zasługi z Mieczami (na emigracji w 1948), Krzyżem Armii Krajowej, Krzyżem Komandorskim Orderu Odrodzenia Polski (2003), Krzyżem Komandorskim z Gwiazdą Orderu Odrodzenia Polski (2006) i Krzyżem Kawalerskim Odznaki Honorowej Związku Inwalidów Wojennych RP, Medalem Pro Memoria. 27 września 2012 Sejmik Województwa Dolnośląskiego pośmiertnie nadał tytuł Honorowego Obywatela Dolnego Śląska Civi Honorario. W 2011 otrzymał Perłę Honorową Polskiej Gospodarki (w kategorii krzewienie wartości patriotycznych), przyznawaną przez redakcje Polish Market. W 2018 pośmiertnie uhonorowany tytułem Honorowego Obywatela Wrocławia. 
Od 2013 roku jest patronem ronda na wrocławskim Grabiszynie.